# Adrian Dahl
Gustaf Adrian Dahl, född 5 mars 1864 i Stockholm, död 10 november 1935, var en svensk pianist och tonsättare.
Dahl blev student vid Uppsala universitet 1883, avlade kansliexamen 1895 och var en tid verksam som notarie. I musik var han elev till Hilda Thegerström, Ludvig Norman, Wilhelm Heintze och senare Charles-Marie Widor samt Camille Saint-Saëns. Dahl visar i sina körverk, pianostycken och sånger ett visst franskt nyromantiskt inflytande. Dahl var även verksam som pianolärare och musikkritiker i Svenska Morgonbladet från 1908.